# Masdevallia fractiflexa
Masdevallia fractiflexa es una especie de orquídea epífita originaria del sudeste de Ecuador.

## Distribución y hábitat
Se encuentra en Colombia y Ecuador en alturas de 800 a 2000 metros en un lugares frescos. 

## Sinonimia
- Byrsella fractiflexa (F.Lehm. & Kraenzl.) Luer, Monogr. Syst. Bot. Missouri Bot. Gard. 105: 8 (2006).[2]